# Entente sportive d'Aïn Touta (handball)
Actualités
L'Entente sportive d'Aïn Touta est un club omnisports basé à Aïn Touta, dans le wilaya de Batna en Algérie. Fondé en 1998, le club est particulièrement connu pour sa section de handball.

## Palmarès
- Championnat d'Algérie (1)
  - Champion : 2022, 2023.

- Coupe d'Algérie (1)
  - Vainqueur : 2018.
  - Finaliste : 2014, 2017, 2020 et 2022.
- Supercoupe d'Algérie
  - Vainqueur : 2022.
  - Finaliste : 2018.

## Personnalités liées au club
- Ayatallah el Khoumini Hamoud